# Dixella obscura
Dixella obscura är en tvåvingeart som först beskrevs av Friedrich Hermann Loew 1849.  Dixella obscura ingår i släktet Dixella och familjen u-myggor. Arten är reproducerande i Sverige. Inga underarter finns listade i Catalogue of Life.